# Heinz Wittchow von Brese-Winiary
Heinz Wittchow von Brese-Winiary (13 de janeiro de 1914 - 3 de dezembro de 1995) foi um oficial alemão que serviu durante a Segunda Guerra Mundial. Foi condecorado com a Cruz de Cavaleiro da Cruz de Ferro.

## Carreira

### Patentes
Major

### Condecorações
| Cruz de Ferro 2ª Classe                      |
| Cruz de Ferro 1ª Classe                      |
| Folhas de Carvalho nº 441 6 de abril de 1944 |